# أرشيبالد كامبل (سياسي نيوزلندي)
أرشيبالد كامبل (بالإنجليزية: Archibald Campbell)‏ هو سياسي نيوزلندي، ولد في 2 يناير 1874، وتوفي في 1 سبتمبر 1955. حزبياً، نشط في حزب العمال النيوزيلندي. وقد انتخب عضو مجلس النواب نيوزيلندا عن دائرة Chalmers (New Zealand electorate) ‏ (1935 – 1938).